# Geografia Iranului
Podișul Iranului face parte din șirul de podișuri intramontane care se succed din Peninsula Anatolia până în Indochina, în cadrul amplului sistem orografic alpino-himalayan. Podișul Iranului este cel mai mare podis intramontan al Asiei de Sud-Vest.
Relieful este caracterizat de prezenta lanțurilor muntoase care converg la cele doua extremități (în Podișul Armeniei, la vest și în Munții Hindukush, la est) și închid între ele depresiuni largi, ocupate de podișuri interioare, brăzdate de culmi muntoase care le domină. Sub aspect tectonic tot acest complex aparține sistemului alpino-himalayan, fiind cutat în mai multe faze.
Clima este influențată de prezența munților marginali, cu rol de barieră în calea maselor de aer, și de poziția în zona subtropicală, de unde rezultă continentalismul accentuat specific acestui podiș. Precipitațiile cad mai ales iarna și primăvara. Zona cea mai umedă o constituie versanții nordici ai Munților Elbrus (1000-2000mm/an), datorită aerului umed adus de deasupra Mării Caspice.
Hidrografia: râurile sunt rare, au un regim torențial în cursul superior și seacă în cel inferior, unde debușeaza în mlaștini și sărături. Lacurile sărate mari puncteaza zone joase ale unora în depresiunile interne, cum sunt: Urmia, Namek, Nahtegan, Task.
Vegetația este dominată de stepe uscate, formațiuni deșertice si xerofile montane. Pădurile sunt prezente doar pe unii versanți exteriori ai munților (Elbrus, Kopet Dag, Suleiman). În deșerturile argiloase, cele mai frecvente sunt pelicanul și saxul.
Fauna este adaptată condițiilor locale de mediu. Elemente tropicale: tigrul, leopardul, antilopa, șacalul, gazela, mangusta, reptile.